# Булган (аймак)
Булган (на монголски: Булган) е един от 21 аймаци в Монголия. Административният център на провинцията е град Булган. Площта му е 48 700 квадратни километра, а населението – 61 794 души (по приблизителна оценка от декември 2018 г.).
На север граничи с Русия, на юг с аймака Йовьорхангай, на северозапад – с Хьовсгьол, на югозапад – с Архангай, на североизток – със Селенге, а на югоизток – с Тьов.
В източната част на Булган се намира малкият аймак Орхон, който има обща граница и със Селенге. Територията на Орхон е съставена от суми, които преди това са били част от Булган, но от 1994 г. са присъединени към новосъздадения аймак.
От север на юг релефът на Булган постепенно се променя от планини покрити с гъсти гори към степи с ниска растителност, докато накрая не достигне до Централната монголска равнина. Най-важни за аймака реки са Орхон и Селенга, които влизат на територията му откъм Йовьорхангай. Благодарение на тези реки южната част на Булган е сред малкото територии в страната с обработваеми земи.

## Административно деление
| Сум           | Монголски                 | Население (2005) |
| ------------- | ------------------------- | ---------------- |
| Баян Агт      | на монголски: Баян-Агт    | 2823             |
| Баяннур       | на монголски: Баяннуур    | 1303             |
| Бугат         | на монголски: Бугат       | 1799             |
| Булган*       | на монголски: Булган      | 11 984           |
| Бурегхангай   | на монголски: Бүрэгхангай | 2123             |
| Дашинчилен    | на монголски: Дашинчилэн  | 2422             |
| Гурванбулаг   | на монголски: Гурванбулаг | 3221             |
| Хангал        | на монголски: Хангал      | 4442             |
| Хишиг Йондьор | на монголски: Хишиг-Өндөр | 3057             |
| Хутаг Йондьор | на монголски: Хутаг-Өндөр | 4236             |
| Могод         | на монголски: Могод       | 2609             |
| Орхон         | на монголски: Орхон       | 2941             |
| Рашант        | на монголски: Рашаант     | 3206             |
| Сайхан        | на монголски: Сайхан      | 3685             |
| Селенге       | на монголски: Сэлэнгэ     | 3057             |
| Тешиг         | на монголски: Тэшиг       | 3520             |

* – Административният център на аймака